# Angels (chanson de Robbie Williams)
Pour les articles homonymes, voir Angels.
Singles de Robbie Williams
South of the Border
(1997) Let Me Entertain You
(1998)
Angels est le quatrième single du chanteur britannique Robbie Williams, extrait de son premier album Life Thru a Lens, sorti le 1er décembre 1997. Le titre a été écrit par Robbie Williams et Guy Chambers.

## Version originale

### Développement
La chanson Angels est une ballade pop dévoilant l'amour d'un enfant à une mère dont cet amour l'emmène vers les anges.

### Clip vidéo
La vidéo qui accompagne le titre est réalisée par Vaughan Arnell et tournée en noir et blanc. On y voit Robbie Williams en train de marcher dans plusieurs lieux différents.
- [vidéo] « Robbie Williams - Angels », sur YouTube

### Liste des pistes
CD1 britannique
1. Angels – 4:24
2. Back for Good (live) – 3:59
3. Walk This Sleigh – 3:01

CD2 britannique
1. Angels – 4:24
2. Karaoke Overkill – 3:31
3. Get the Joke – 3:03
4. Angels (acoustic version) – 4:27[6]

### Classements
| Classements(1997-1999)                  | Meilleure position |
| --------------------------------------- | ------------------ |
| Allemagne (Media Control AG)            | 9                  |
| Australie (ARIA)                        | 40                 |
| Autriche (Ö3 Austria Top 40)            | 12                 |
| Belgique (Flandre Ultratop 50 Singles)  | 6                  |
| Belgique (Wallonie Ultratop 50 Singles) | 32                 |
| Canada (RPM)                            | 18                 |
| France (SNEP)                           | 7                  |
| Irlande (IRMA)                          | 2                  |
| Italie (FIMI)                           | 12                 |
| Pays-Bas (Nederlandse Top 40)           | 14                 |
| Nouvelle-Zélande (RMNZ)                 | 23                 |
| Suède (Sverigetopplistan)               | 13                 |
| Suisse (Schweizer Hitparade)            | 4                  |
| Royaume-Uni (Official Charts Company)   | 4                  |
| US Billboard Hot 100                    | 53                 |
| US Hot Adult Contemporary Tracks        | 10                 |
| US Hot Adult Top 40 Tracks              | 21                 |
| Classements (2008)                      | Meilleure position |
| Canada Top Digital                      | 40                 |
| Classements (2009)                      | Meilleure position |
| Allemagne (Media Control AG)            | 85                 |
| Canada Top Digital                      | 32                 |
| Royaume-Uni (Official Charts Company)   | 96                 |
| Classements (2012)                      | Meilleure position |
| France (SNEP)                           | 138                |
| Classements (2013)                      | Meilleure position |
| Suisse (Schweizer Hitparade)            | 51                 |

## Reprise de Jessica Simpson
Singles de Jessica Simpson
Take My Breath Away
(2004) Let It Snow, Let It Snow Let It Snow
(2004)
Angels est le quatrième single de la chanteuse américaine Jessica Simpson, extrait du troisième album de In This Skin, sortit le 6 juin 2004. La chanson est composée par Billy Mann.

### Développement
À la suite de son second opus Irresistible, sorti en 2001 et de son mariage avec Nick Lachey en 2002, il est confirmé que Nick et Jessica avaient créé leur propre émission de télé-réalité intitulé Newlyweds: Nick and Jessica diffusée sur MTV. Au départ, l'émission était dédiée pour Michael Jackson et Lisa Marie Presley mais le couple a décidé de ne pas le faire. Le projet était mis en attente jusqu'en 2002, où son père, Joe Simpson, a pris contact avec MTV afin qu'ils fassent l'émission avec sa fille et son nouveau mari. L'émission devient vite très connue, obtenant ainsi le statut de phénomène culturel, mettant alors Jessica Simpson et son mari Nick Lachey, sur un piédestal. Le 19 août 2003, elle sort son troisième album intitulé In This Skin afin de coïncider avec la première diffusion de son émission de télé Newlyweds.
Angels, reprise de Robbie Williams, écrite Ray Heffernan, Robbie Williams, Guy Chambers et composée ici par Billyman, qui est une ballade pop dévoilant l'amour d'un enfant à une mère dont cet amour l'emmène vers les anges.

### Clip vidéo
La vidéo qui représente la chanson, est réalisée par Matthew Rolston. Elle y représente Jessica, vêtue en robe blanche, en train de chanter seule sur une scène de théâtre et qui rejoint sur le toit, à la fin de la chanson, un orchestre de violons qui joue pendant que des colombes s'envolent.

### Performance commerciale
La chanson obtient la 23e position du Billboard Pop Songs.

### Liste des pistes
1. Angels
2. Angels (Stealth Remix)
3. Fly (face B)
4. Angels (vidéo)

Remixes
- Angels (album version) – 4:00
- Angels (Dave Anthony Remix) – 4:53
- Angels (Junior Vasquez World Mixshow) – 6:32
- Angels (Stealth Remix) – 3:12
- Angels (acoustic) – 4:07

### Classements
| Classements (2004)                          | Meilleure Position |
| ------------------------------------------- | ------------------ |
| Australie                                   | 27                 |
| Roumanie                                    | 78                 |
| US Billboard Bubbling Under Hot 100 Singles | 6                  |
| US Billboard Pop Songs                      | 23                 |